# Hans Mooij
Johan Elisa „Hans“ Mooij (* 1941) ist ein niederländischer Festkörper- und Tieftemperaturphysiker und Hochschullehrer an der TU Delft.
Mooij wurde 1970 an der TU Delft promoviert mit einer Dissertation über Spektroskopie im fernen Infrarot von anharmonischen Gitterschwingungen (Lattice resonance of alkali halides; far infra-red measurements at high temperatures). Danach war er kurze Zeit Ingenieur bei Shell, kehrte dann aber wieder an die TU Delft zurück. Er war dort ab 1980 Professor und der erste Direktor des dortigen Kavli-Instituts für Nanowissenschaft. 1996/97 war er Dekan der Fakultät für angewandte Physik. 2006 wurde er emeritiert. Er forschte auch am Karlsruher Institut für Technologie, wo er mit Gerd Schön zusammenarbeitete.
Er befasste sich mit Kosterlitz-Thouless-Übergängen in dünnen supraleitenden Filmen, Erhöhung der kritischen Stromdichte durch Mikrowellenanregung, Mikrobrücken, Transport einzelner Elektronen und Cooperpaaren und Phasenübergängen und quantisierten Wirbeln in Arrays von Josephson-Übergängen.
Ab den 1990er Jahren befasste er sich mit Quanteninformationsverarbeitung in der die Qubits quantisierte Magnetflüsse in Supraleitern sind.
Er war Loeb Lecturer und erhielt 2011 den Fritz London Memorial Prize für seine experimentellen Beiträge zum Verständnis von Nichtgleichgewichtsphänomenen bei Supraleitern, den Eigenschaften supraleitender Filme und Arrays von Josephsonübergängen, Josephson-Fluss als Qubits und Quantentransport von Elektronen in solchen Systemen.
Mooij ist seit 1993 Mitglied der Niederländischen Akademie der Wissenschaften und Ehrenmitglied der niederländischen Ingenieursakademie. Er ist Ehrendoktor in Trondheim. Er war zu Sabbatjahren in Stanford, am MIT und in den NTT Basic Research Laboratories in Japan. Mooij ist Fellow der American Physical Society. Er erhielt den Agilent Technologies  Europhysics Prize (2004), den Shell Oeuvre Preis und den Physica Preis.

## Veröffentlichungen (Auswahl)
Laut Scopus hat Mooij (Stand Juni 2025) zwischen 1975 und 2017 über 200 Artikel in wissenschaftlichen Zeitschriften veröffentlicht, die zusammen über 14.000 mal zitiert wurden (h-Index von 56).
- mit M. R. Beasley, T. Orlando: Possibility of vortex-antivortex pair dissociation in two-dimensional superconductors. In: Phys. Rev. Lett. . Band 42, Nr. 17, 1979, S. 1165–1168, doi:10.1103/PhysRevLett.42.1165.
- mit L. J. Geerligs, V. F. Anderegg, P. A. M. Holweg, H. Pothier, D. Esteve, C. Urbina, M. H. Devoret: Frequency-locked turnstile device for single electrons. In: Phys. Rev. Lett. Band 64, 1990, S. 2691, doi:10.1103/PhysRevLett.64.2691.
- mit B. J. van Wees, L. P. Kouwenhoven, E. M. M. Willems, C. J. P. M. Harmans, H. van Houten, C. W. J. Beenakker, J. G. Williamson, C. T. Foxon: Quantum ballistic and adiabatic electron transport studied with quantum point contacts. In: Phys. Rev. B. Band 43, 1991, S. 12431, doi:10.1103/PhysRevB.43.12431.
- mit A. van Oudenaarden, M. H. Devoret, Y. V. Nazarov et al.: Magneto-electric Aharonov-Bohm effect in metal rings. In: Nature. Band 391, 1998, S. 768–770, doi:10.1038/35808.
- mit C. H. van der Wal, A. C. J. T. Haar, F. K. Wilhelm, R. N. Schouten, C. J. P. M. Harmans, T. P. Orlando, S. Lloyd: Quantum Superposition of Macroscopic Persistent-Current States. In: Science. Band 290, Nr. 5492, 2000, doi:10.1126/science.290.5492.773.
- mit T. P. Orlando, L. Levitov, Lin Tian, Caspar H. van der Wal, S. Lloyd: Josephson Persistent-Current Qubit. In: Science. Band 285, Nr. 5430, 1999, S. 1036–1039, doi:10.1126/science.285.5430.1036.
- mit I. Chiorescu, Y. Nakamura, C. J. P. M. Harmans: Coherent Quantum Dynamics of a Superconducting Flux Qubit. In: Science. Band 299, Nr. 5614, 2003, S. 1869–1871, doi:10.1126/science.1081045.
- mit G Schön, A Shnirman, T Fuse, C J P M Harmans, H Rotzinger, A H Verbruggen: Superconductor–insulator transition in nanowires and nanowire arrays. In: New Journal of Physics. Band 17, 2015, S. 033006, doi:10.1088/1367-2630/17/3/033006.
- QT the story of a research group at the origin of nano and quantum science in Delft 1971-2013. 2022 (englisch, qutech.nl [PDF]).